# Municipio de Holy Cross
El municipio de Holy Cross (en inglés: Holy Cross Township) es un municipio ubicado en el condado de Clay en el estado estadounidense de Minnesota. En el año 2010 tenía una población de 140 habitantes y una densidad poblacional de 1,62 personas por km².

## Geografía
El municipio de Holy Cross se encuentra ubicado en las coordenadas 46°40′23″N 96°43′58″O / 46.67306, -96.73278. Según la Oficina del Censo de los Estados Unidos, el municipio tiene una superficie total de 86.16 km², de la cual 86,16 km² corresponden a tierra firme y (0 %) 0 km² es agua.

## Demografía
Según el censo de 2010, había 140 personas residiendo en el municipio de Holy Cross. La densidad de población era de 1,62 hab./km². De los 140 habitantes, el municipio de Holy Cross estaba compuesto por el 98,57 % blancos, el 1,43 % eran asiáticos. Del total de la población el 0,71 % eran hispanos o latinos de cualquier raza.